# 菊池央
菊池 央（きくち おう、弘化4年（1847年） - 慶応4年閏4月25日（1868年6月15日））は、新選組隊士。名は英、央五郎、名の読みは「たのむ」とも。
陸奥国弘前藩士の三男として生まれる。慶応3年（1867年）6月以降に新選組に入隊している。
戊辰戦争では鳥羽・伏見の戦い、甲州勝沼の戦いに敗退後、流山を経て会津へ向かう。
白河口の戦いにて4月25日、戦死。享年22。墓所は白河市大工町の皇徳寺。前面に「誠忠院義勇英劔居士」、側面に菊地央五郎と刻まれている。